# Еловишка планина
Еловишка планина е планина в Западна България, във физикогеографската област Краище, област Перник, част от Руйско-Верилска планинска редица.
Планината има форма на равнобедрен триъгълник, обърнат с върха си на северозапад. Дължината ѝ (основата на триъгълника) е около 16 км, а максималната ширина (височината на триъгълника) – 7 км. На север долината на река Лешниковица (десен приток на Ерма) я отделя от Лешниковска планина, а на запад най-горното течение на същата река и седловината Вълча поляна (1105 м) – от Боховска планина. На изток долините на реките Мраморска (десен приток на Лешниковица) и Явор (Пенкьовска, от басейна на Струма) и седловината Пътни дел (1025 м) я отделят от Ерулска планина, а на юг седловина висока 1049 м в района на махала Кошарци (част от село Лева река) – от Пенкьовска планина.
Най-високата ѝ точка връх Плоча(1329,4 м) e най-северния от 3-те в дългия само около 1 км в най-виксоката си част хребет Куровица, село Горочевци е в източения му̀ склон, в подножието на неговите върхове Голема  Куровица (средния връх 1314 m), изглеждащ на-внушително от селото, и Мала Куровица (южния връх 1309 m). От селото е и изходния пункт за изкачването на върха, прехода е към 2 км при денивелация към 350 м и отнема при добър темп около час в едната посока има и по лек, но над 1,5 пъти по-дълъг маршрут от махлата Тършевина на селото по билото през връх Голема Куровица за любители планинари.
Планината е от кристалинни скали и кварцити. През най-високата ѝ точка, от запад на изток, в южната ѝ част преминава участък от главния вододел на България между водосборните басейни на Черно и Егейско море. Преобладаващите почви са кафяви горски, върху които са разпространени обширни букови гори.
Във вътрешността на планината е разположено малкото селце Еловица, което е дало името на планината, а по нейните склонове са пръснати махалите на още 7 села: Видрар, Вукан, Горочевци, Костуринци, Лева река, Мрамор и Стайчовци.
От север на юг, по източното подножие на планината, през седловината Пътни дел, между селата Вукан и Видрар, на протежение от 16,9 км преминава участък от третокласен път № 637 от Държавната пътна мрежа Трън – Трекляно – Драговищица.

## Топографска карта
- Лист от карта K-34-46. Мащаб: 1 : 100 000.